# Ванторин, Александр Иванович
Александр Иванович Ванторин (1897, Брест-Литовск, Гродненская губерния — 15 января 1918, Москва).

## Биография
Отец — каменщик. Окончил трёхклассную школу.
После переезда семьи в Москву работал слесарем в торговых фирмах «Химикус и К» и «Мюр и Мерилиз» (сейчас ЦУМ).
В октябре 1917 года прибыл на побывку с фронта и сразу встал на защиту Бородинского моста от юнкеров.
После разгрома юнкеров был назначен начальником арсенала Красной гвардии Дорогомиловского района.
Погиб при теракте правых эсеров, организовавших взрыв в Дорогомиловском Совете (М. Дорогомиловская, 22).
Похоронен у Кремлёвской стены.